# Чукады
Чукады — река в России, протекает по Башкортостану. Устье реки находится в 81 км по правому берегу реки Усень. Длина реки составляет 14 км, площадь водосборного бассейна 75 км².

## Данные водного реестра
По данным государственного водного реестра России относится к Камскому бассейновому округу, водохозяйственный участок реки — Ик от истока и до устья, речной подбассейн реки — бассейны притоков Камы до впадения Белой. Речной бассейн реки — Кама.
Код объекта в государственном водном реестре — 10010101312111100028305.